# Даниловичский сельсовет (Гродненская область)
Дани́ловичский сельсовет (бел. Дані́лавіцкі сельсавет) — административная единица на территории Дятловского района Гродненской области Республики Беларусь. Административный центр — агрогородок Крутиловичи.

## История
Даниловичский сельский Совет депутатов трудящихся (с 7.10.1977 — Даниловичский сельский Совет народных депутатов, с 15.3.1994 — Даниловичский сельский Совет депутатов) был образован в 1940 году.
Административная подчинённость:
- с 1940 — в Дятловском районе
- с 25.12.1962 — в Новогрудском районе
- с 6.1.1965 — в Дятловском районе[1].

## Состав
Даниловичский сельсовет включает 39 населённых пунктов:
- Барташи — деревня
- Берёзовка — деревня
- Боришино — деревня
- Боцковичи — деревня
- Бричицы — деревня
- Бубны — деревня
- Ведровичи — деревня
- Ворокомщина — деревня
- Даниловичи — деревня
- Дераки — деревня
- Дубатовка — деревня
- Еленка — деревня
- Зарой — деревня
- Клишевичи — деревня
- Корица 1 — деревня
- Корица 2 — деревня
- Костюки — деревня
- Крутиловичи — агрогородок
- Кузьмичи — деревня
- Лезневичи — деревня
- Лижейки — деревня
- Лопушно — деревня
- Морозовичи — деревня
- Новосады — деревня
- Новосёлки — деревня
- Охоново — деревня
- Охоняны — деревня
- Паникарты — деревня
- Повсаты — деревня
- Рыбаки — деревня
- Рабки — деревня
- Синевичи — деревня
- Староельня — деревня
- Торкачи — деревня
- Улановщина — деревня
- Хрольчицы — деревня
- Чудовщина — деревня
- Юзефины — деревня
- Яцуки — деревня